# Njoya Ibrahima

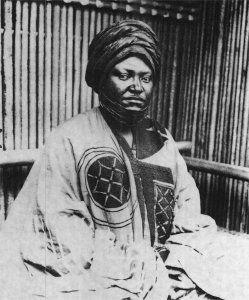
Njoya Ibrahima

Njoya Ibrahima, rey africano de los clanes bamum del centro de Camerún a finales del siglo XIX y principios del XX.

## Clanes Bamum
Los clanes bamum son expulsados del norte de Camerún por los comerciantes Fulani ya que interrumpían sus rutas de comercio con muchos de los rituales practicados, y se establecen en el actual territorio en torno a la ciudad de Fumban en el siglo XVII. Según la tradición oral hacia el siglo XII una figura legendaria, Nchare Yen, funda la dinastía real. Se cree que debió ser hacia principios de la década de 1870 cuando nace el príncipe Njoya Ibrahima (que reinará entre 1889 y 1933), hijo del rey Nsangou (que había reinado entre 1863 y 1885).

## Ascenso al poder
Entre 1882 y 1885, tras la muerte de su padre, es nombrado aun adolescente el 17º rey de la dinastía, Njoya Ibrahima, asumiendo la Regencia su madre Njapdunké, ayudada por Gbetnkom Ndombuo (un titamfon), a la sazón Primer Oficial de Palacio, quien no obstante aliado a los Consejeros Reales (los kom, representantes de la nobleza y la aristocracia) llegada la mayoría de edad del rey Njoya, se negará a someterse a su soberanía levantándose en armas y obligando al monarca a abandonar el reino. Ayudado por los clanes Peuls del norte, musulmanes, recupera el poder, convirtiéndose al Islam. Desde 1896 Njoya desarrolla varias escrituras para el idioma bamum.

## Su gestión

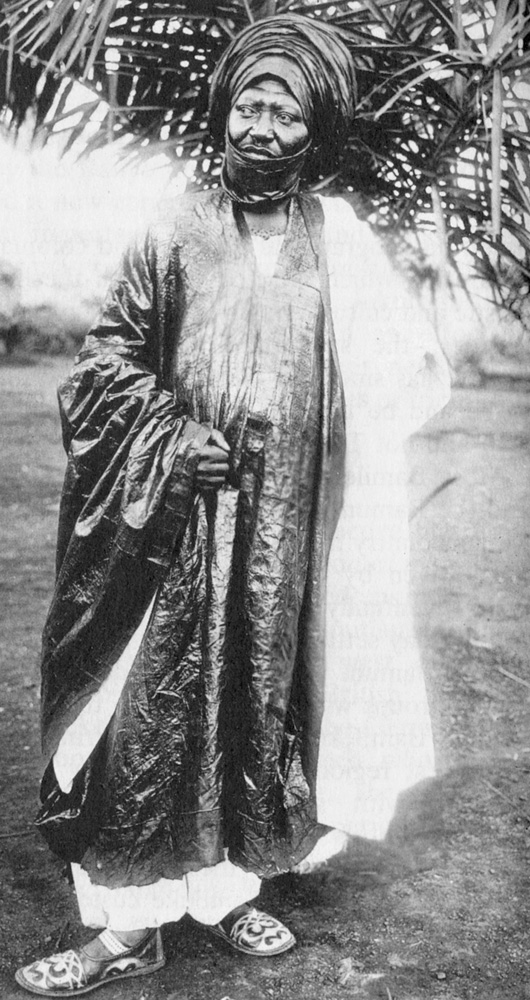
Njoya Ibrahima.

Hacia 1913 Njoya consiguió construir una imprenta con la que popularizó su sistema de escritura shümom; le llevó 7 años de preparación, pero la administración francesa la destruyó, a pesar de lo cual, en 1916 ya hay más de una veintena de escuelas que enseñan en shümom, repartidas por todo el territorio bamum, que agrupan a más de 600 alumnos.
Su herencia cultural abarca además a otros muchos aspectos, como la arquitectura, muestra de la cual es la construcción del nuevo Palacio Real, o el impulso que da al artesanado, creando una escuela de artesanía junto al palacio que aún hoy sigue funcionando. Se caracterizó por buscar desarrollar a su pueblo por medio del trabajo y de la creación de tecnología adecuada a la época; los métodos arcaicos de agricultura fueron quedando obsoletos al ser sustituidos mediante un proceso de investigación.

## Muerte
A partir de 1916 en que los franceses asumen la dirección de la hasta entonces colonia alemana, el rey bamum pierde autonomía. En 1917 Njoya construye el Palacio Real de Fumbam. Se ve obligado a exiliarse en Yaundé en 1931, donde muere 20 meses más tarde, en 1933, a los 66 años de edad, dejando 165 viudas, 167 hijos y cientos de nietos. Después de su muerte, su silabario fue cayendo gradualmente en desuso.

## Religión
Njoya pasó por varias religiones en su vida, iniciando en las creencias nativas politeístas. Luego se convierte al islam, luego al cristianismo y antes de morir, vuelve al islam. Desde luego, sus cambios de religión y creencias eran extensivas para la población bajo su reinado, por lo cual tenía conflictos con su pueblo.

## La dinastía en la actualidad
En Camerún, la dinastía continúa por medio de Nbombo Njoya Ibrahim, quien mantiene las tradiciones lo más fielmente posible. La tribu continúa reconociéndolo como sultán y se somete a dicho status.
| Precedido por: Nsangou Njoya Ibrahima 1863-1889 | Rey de los Clanes Bamun 1889-1933 por Herencia | Sucedido por: NJIMOLUH NJOYA 1933-1992 |